# Alchemilla espotensis
Alchemilla espotensis är en rosväxtart som beskrevs av S.E. Fröhner. Alchemilla espotensis ingår i släktet daggkåpor, och familjen rosväxter. Inga underarter finns listade i Catalogue of Life.